# 슈탈헬름

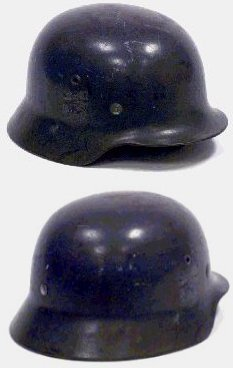

슈탈헬름(독일어: Stahlhelm)은 독일어로 "철모"(鐵帽)를 의미하는 단어이다. 하지만 흔히 슈탈헬름이라 하면 제1차 세계 대전 말엽부터 피켈하우베를 대체하여 등장한 독일의 투구를 가리키는 말로 쓰인다. 귀 부분을 덮어주는 챙이 특징적이다.

## 같이 보기
- 샐릿